# Pestalozzi-Schule (Lübeck)
Neben anderen Anzeichen bildete der ununterbrochen fortgesetzte Bau von Schulhäusern einen Maßstab für das Anwachsen der Bevölkerung. Kaum war ein Doppelschulhaus fertiggestellt, waren dessen Klassen überfüllt und die Hinzunahme älterer Schulräume wurde erforderlich. Am bemerkbarsten trat dieser Umstand in der Vorstadt St. Lorenz hervor. In wenigen Jahren entstand hier neben dem kleinen alten Schulhaus in der Kirchenstraße, der Neubau an der Moislinger Allee und der Schwartauer Allee sowie der Wilhelmshöher und Krempelsdorfer Schulbau entstanden. Die IV. St. Lorenzschule (heute Pestalozzi-Schule) liegt in der Fackenburger Allee in der Nähe der Schönbökener Straße schräg gegenüber der damaligen Hansa-Brauerei, später Hansa-Kino, heute Fitness Studio für Frauen.
Es ist heute das Baudenkmal Nr. 1271 gemäß dem Denkmalschutzgesetz Schleswig-Holsteins und steht unter Denkmalschutz.

## Geschichte
Die Planung der Doppelschule für Knaben und Mädchen stand unter der Oberbauleitung von Gustav Schaumann, wobei Johannes Baltzer das Gebäude plante und dessen Oberleitung führte.
Über einem in modernen Flachbogenstyl erbauten Erdgeschoss erheben sich zwei Stockwerke und das Dachgeschoss. Das mit kirschroten sogenannten Biberschwänzen (Zugensteinen) gedeckte Dachgeschoss mit mehreren Erkern und Ausladungen mit seinen beiden kleinen der Burgtorhaube nachgebildeten Ventilationstürmchen gaben dem Ganzen, wie es die örtlichen Blätter seinerzeit beschrieben, in Gemeinschaft mit den grün gestrichenen Fenstern und den dunklen von der grauen auf dunkel profilierten Putzmasse sich wirkungsvoll abhebenden Ankern etwas malerisches.
Das Gebäude bestand aus 21 Klassen (11 für Knaben, 10 für Mädchen) nebst zahlreichen Nebenräumen. Die Arbeiten begannen am 9. August 1899 und wurden am 6. Oktober 1900 mit dessen Vollendung Oberschulbehörde übergeben. Der Senat und die Bürgerschaft besichtigten die Schule am 7. und am 8. nahm die Doppelschule unter der Leitung von Hauptlehrer Stehr (Knabenschule à 496 Schüler) und Hauschild (Mädchenschule à 493 Schülerinnen) ihren Betrieb auf.
Die Aufwendungen für diesen Bau aus der Staatskasse betrugen 215.000 ℳ.
Das Gebäude war durch zwei getrennte Eingänge zur Fackenburger Allee, eine mittige Trennung der Schulflure und eine Steinmauer auf dem Schulhof in eine Mädchen- und Knabenhälfte getrennt.
Im Februar 1907 stellte der Senat einen Antrag zur Mitgenehmigung an die Bürgerschaft. Die Baudeputation sollte bei der Schule eine Turnhalle verbunden mit einem Schul- und Volksbrausebad erbauen. Die Summe, in Höhe von 58 TM, sollte durch Anweisung von 18 TM auf Abschnitt XIII des Staatsbudgets von 1906 und 40 TM auf das Konto für Volksschulbauten zur Verfügung gestellt werden. Des Weiteren wurde beim Bürgerausschuss beantragt, dass eine 552 m² große Fläche bei der Schule aus dem Eigentum der Allgemeinen Armenanstalt in das des Staates gegen Übernahme der Übereignungskosten im ungefähren Betrage von 70 ℳ übergebe. Im Anschluss an deren renovierenden Umbau 1963/64 gewannen die Schülerinnen nun bei verschiedenen Laufwettbewerben Lübecker Schulen (Senatsstaffel) in den späten 60ern erfreuliche Ergebnisse, Siege und Wanderpreise.
Bis in die 1920er Jahre wurde die Kinder in der 8. Klasse eingeschult und verließen sie nach der 1. Klasse.
Zu Beginn der 1920er Jahre werden vorübergehend Klassen innerhalb des Stadtgebietes zusammengelegt. So geht die IV. Lorenzschule für Knaben in die I. am Bahnhof und die I. Lorenzschule für Mädchen in die IV. über.
Ostern 1924 erfolgte die namentliche Zusammenlegung der Knaben- und Mädchenschule in die IV. St. Lorenzschule. In jenen Tagen mangelt es sowohl an notwendiger, als auch angemessener Kleidung, zudem führen unzureichend vorhandene grundlegende Lebensmittel und Krankheiten oft bei Schülern und Lehrern zum Tod. Da viele Familien in bescheidenen Verhältnissen lebten, wurden in der Schule Badetage abgehalten.
Als sich die gesellschaftlichen und wirtschaftlichen Verhältnisse stabilisieren, erhielt die Schule einen naturwissenschaftlichen Unterrichtsraum (der heutige Computerraum), sowie eine elektrische Licht- und Klingelanlage.
Seit 1930 wurde in der Behörde eine Umbenennung der Volksschulen diskutiert, da sie bisher nach der Reihenfolge ihrer Entstehung nummeriert/benannt worden waren. Da das damalige Bauamt jedoch die Kosten hierfür auf je 3300 RM schätzte, wurde dies vorerst zurückgestellt. Am 28. Juli 1934 erhielten alle lübeckischen Volksschulen Namen, die entweder aus ijrer Lage abgeleitet, oder nach Männern, die auf geistig-kulturellen Gebiet Hervorragendes geleistet hatten, ausgesucht wurden.

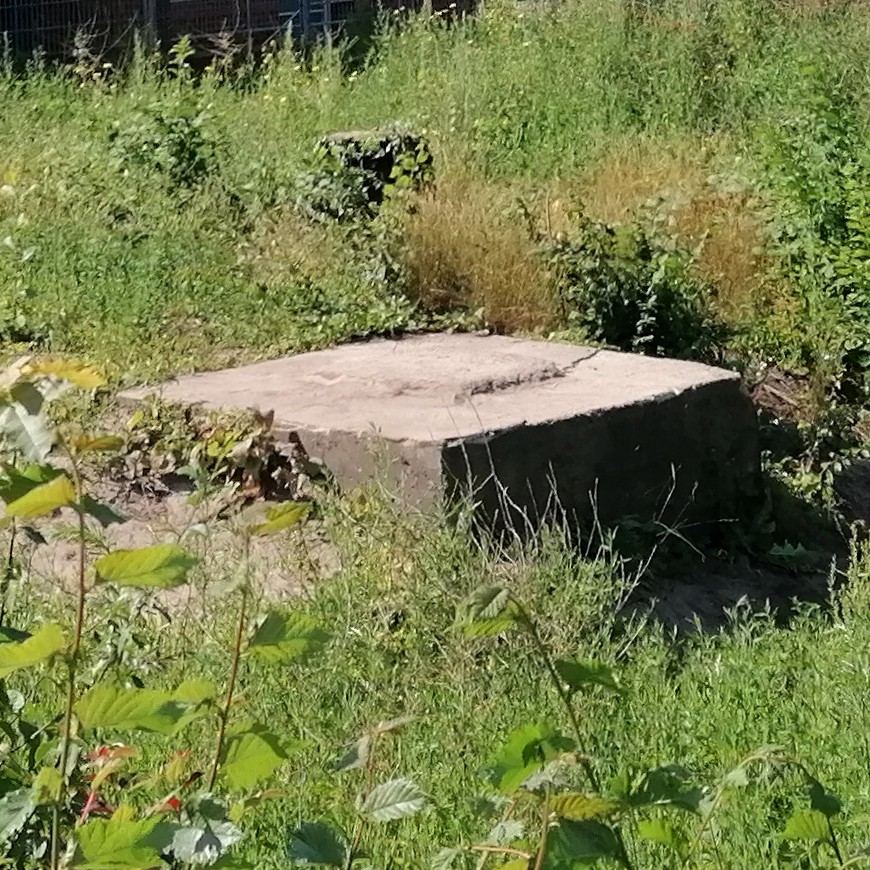
Schulbunkeranlage

Während des Zweiten Weltkriegs konnte auch hier der Unterricht nur mit Einschränkungen aufrechterhalten werden. Man wurde angehalten, Heilkräuter und Altstoffe zu sammeln oder das Gebet und die Morgenandacht wurden untersagt. Kollegen und ältere Schüler wurden eingezogen. Bei Fliegeralarm wurden die noch heute bestehenden Bunkeranlagen auf dem Schulgelände aufgesucht. In der Nähe Wohnende durften während der Fliegerangriffe ihr Elternhaus aufsuchen.
Das Militär bechlagnahmte zu Beginn 1945 das gesamte Gebäude und der Unterricht musste für die Schüler täglich eine Stunde ersatzweise in den ungeheizten Räumen der Brokesschule stattfinden. Einige Wochen später stand in der Pestalozzi-Schule für die jüngste Schülerschaft ein geheizter Klassenraum zur Verfügung. Weitere Räume befanden sich in der Landwirtschaftlichen Schule, einem Gemeinschaftsraum der Hansa-Meierei und der Bugenhagen-Schule.
Mitte der 1940er Jahre wurden 720 Schüler in zwölf Klassen unterrichtet, im April 1950 waren es 1482 Schüler in 33 Klassen. Der zusätzliche Mangel an Lehrkräften führte zu einem Unterricht am Vormittag und einem am Nachmittag.
Die Verhältnisse normalisierten sich in den 1950er Jahren und die Schulausstattung mit Lehr- und Lernmaterial ging voran. Der Klassendurchschnitt lag bei 38 Schülern, im Winter 1953/54 entstand in der Aula eine Bühne, eine neue Schulordnung wurde 1955 diskutiert und Schulfeste wurden wieder ein fester Bestandteil des Schullehrers.
Schon 1956 wies der Bad Segeberger Schulrat Simon in einem Referat darauf hin, dass Körperliche Züchtigung immer eine Körperverletzung darstelle. Auch wenn Gerichte angeklagte Lehrer in bestimmten Fällen mit der Begründung, dass Züchtigung in maßvollen Rahmen als Gewohnheitsrecht anzuerkennen wäre, sei dies der Fall.
Die ersten Räume der ehemaligen Landwirtschaftsschule in der Dornbreite waren 1958 bezugsfertig. Als Nebenstelle der Volksschule hält sie seitdem den Betrieb aufrecht. Kinder aus der 1921 errichteten Siedlung Dornbreite hatten so einen erheblich kürzeren Schulweg.
Neben den materiellen Nöten konnte man sich zu Beginn der 1960er Jahre wieder verstärkt mit pädagogischen Fragestellungen auseinandersetzen. Es wurden Fragen der Schulreife, Sinn und Zweck von Wandertagen, Stoffpläne, aufgelockerter Unterricht im 1. Schuljahr, Fragen der Verkehrserziehung, „Beschaffung und Bedeutung der Schallplatten für den Unterricht“ oder die Verletzung der Schulpflicht diskutiert.
Zur Verlegung der Schuljahresenden von bisher zu Ostern in den Sommer fanden 1966/67 zwei Kurzschuljahre statt.
Die tatkräftige Unterstützung und Mitsprache durch Vertretungen der Schüler und Eltern nahm ab dem Ende der 1960er Jahre deutlich zu.
1972/73 wurde erstmals überlegt, hier die 5-Tage-Woche einzuführen. Hierfür war jedoch sowohl bei den Eltern, als auch Lehrern, sowie der stimmberechtigten Schülerschaft eine Zwei-Drittel-Mehrheit notwendig. Da diese endlich 1989 vorlag, waren die Sonnabende ab dem Schuljahr 1989/90 unterrichtsfrei.
1974 wurde auf dem Schulgelände die Schulküche errichtet.
Aufgrund der zunehmenden Lärmbelästigung in den zur Straße gelegenen Räumen suchte die Schule erstmals 1976 beim Schulträger um Schallschutzfenster nach. Fehlende Haushaltsmittel verhindern dies jedoch bis heute.
Mit der Neuordnung der Schuleinzugsbezirke drohte 1978 erstmals eine Schulschließung. Zu Beginn der 1990er Jahre wurde die zukünftige Aufgabe von lübeckischen Hauptschulstandorten immer deutlicher und 1997 verließen auch hier letztmals Neuntklässler die Grund- und Hauptschule. Seitdem ist es nur noch eine Grundschule.
Seit 1995 unterhält die Anton-Schilling-Schule (Sprachheilgrundschule) hier eine Außenstelle. Eine enge Zusammenarbeit in einer Intergrationsklasse und sprachheilpädagogische Hilfestellungen entstand.
Die hiesige Elterninitiative Betreute Grundschulzeiten e. V. gründete sich als eine der ersten in Lübeck.
Ab 2013 ist sie eine Ganztagsschule unter dem Träger der Kinderwege gGmbH.

## Schutzumfang
Auf das gesamte Schulgebäude mit zugehöriger Turnhalle auf dem Schulhof. Der Schutzgrund ist geschichtlich, wissenschaftlich und städtebaulich.